# Эпидемия (фильм, 2013)
«Эпиде́мия» (исп. Los Últimos Días — «Последние дни») — испанский научно-фантастический художественный фильм 2013 года режиссёров Алекса и Давида Пасторов.
Премьера состоялась в марте 2013 года.

## Сюжет
В здании в Барселоне после катастрофы[какой?] офисный работник Марк ищет еду. Он направляется в подвал, чтобы помочь прорыть туннель. После того как он проламывает стену, чуть не обвалив проход, он встречается с Энрике. За несколько месяцев до этого Энрике угрожал Марку, работающему программистом, увольнением, если тот не закончит проект. Марк, опасаясь потери работы, откладывает возможность завести детей со своей подругой Хулией. На следующий день по телевизору транслируют самоубийство подростка, страдающего от тяжелой агорафобии.
В настоящее время Марк и Энрике обсуждают возможность покинуть здание вместе. У Энрике есть работающий GPS-навигатор, и он просит Марка не говорить об этом другим. Марк же предлагает использовать снаряжение, которое он украл у умершего сотрудника Ровиры. Энрике поначалу не хочет связываться с Марком, но Марк уговаривает его помочь ему в поиске Хулии. Вместе они спускаются в систему подземного метро, где у них крадут навигатор. Энрике и Марк догоняют вора и вступают в драку с его сообщниками, в ходе которой Энрике убивает одного из них.
В следующем флешбэке становится известно, что сосед Марка не покидал свой дом в течение нескольких месяцев. На работе Марк видит, как Ровиру, тайно живущего в офисе, пытаются выгнать на улицу. У него начинаются припадки, когда он попадает на улицу, а когда его затаскивают обратно, припадки прекращаются, но он всё равно умирает от травмы. Обсуждая увиденное с Хулией, Марк замечает, что всё больше людей отказываются покидать здания. В настоящее время Марк с Энрике добираются до квартиры Марка, где становится известно, что Хулии там нет и что она беременна.
В следующих флешбэках показывается, как растущий тренд агорафобии, прозванный «Паника», распространяется дальше. Хулия обвиняет Марка в том, что он использует Панику как повод, чтобы отложить рождение детей. Марк уходит на работу, а когда хочет покинуть здание, понимает, что его тоже охватила агорафобия. В настоящее время Энрике говорит Марку, что, поскольку они дошли до квартиры Марка, он исполнил своё обещание и больше не будет ему помогать. Энрике сообщает, что он хочет дойти до госпиталя, где должен находиться его отец. Они попадают в церковь, где на них нападает медведь, но Марку удаётся его убить.
Они встречают группу выживших, которые сообщают, что госпиталь сгорел и, поскольку отец Энрике был в коме, он скорее всего умер. Энрике не хочет идти дальше и впадает в депрессию, после чего отдаёт Марку пакет с семенами. Марк попадает в торговый центр, где работала Хулия. Марк пытается её найти, но на него нападают. Энрике удается спасти Марка, но его тяжело ранят. Марк замечает Хулию в здании на другой стороне улицы. Он возвращается к Энрике и понимает, что тот скоро умрёт от ранения. Марк пересекает улицу, что чуть не убивает его. Через несколько месяцев Хулия рожает, и они используют семена, чтобы выращивать еду. Через какое-то время их ребёнок вырастает и они понимают, что он не подвержен агорафобии и может покидать здания. В конце фильма их сын встречает группу других детей с подобным иммунитетом и вместе с ними отправляется на поиски остальных людей, не подверженных эпидемии.

## В ролях
- Ким Гутьеррес — Марк
- Хосе Коронадо — Энрике
- Марта Этура — Жулия
- Летисия Долера — Андреа
- Микель Иглесиас — Дани
- Иван Массаге — Лукас
- Пере Вентура — Ровира
- Луис Солер
- Фара Хамед